# Солапур
Солапу́р или Шолапу́р (маратхи सोलापुर) — город в штате Махараштра в Индии, недалеко от границы со штатом Карнатака. Это административный центр округа Солапур. Солапур является одним из четырёх округов, входящих в состав региона Западная Махараштра (остальные три округа — Сатара, Колхапур и Сангли). Город является четвёртым по величине в Махараштре. Солапур является местом пересечения культур народов маратхи, телугу и каннада.
В Солапуре имеется ряд малых и средних предприятий; одно время город был одним из ведущих центров по производству электрифицированных станков и продукции ткацких фабрик. Наиболее почитаемым горожанами божеством является Шри Сиддхешвар.
Солапур является транспортным узлом, соединяющем штаты Махараштра, Андхра-Прадеш и Тамилнад. Город связан автомобильными и железными дорогами с крупнейшими городами страны и является важным железнодорожным узлом Индии. Также в городе есть аэропорт.
Ежегодно в январе в городе проводится ярмарка, принимающая до 1 млн посетителей.

## Население
Население города — 1 163 734 чел. (по оценке 2010 года), 873 037 — по переписи 2001 года, 604 215 — по переписи 1991 года. Площадь — почти 150 квадратных километров. 